# Ivići
Ivići (en italien : Ivici) est une localité de Croatie située en Istrie, dans la municipalité de Sveti Lovreč, dans le comitat d'Istrie. En 2001, la localité comptait 1 habitant.

## Démographie
| 1948 | 1953 | 1961 | 1971 | 1981 | 1991 | 2001 |
| ---- | ---- | ---- | ---- | ---- | ---- | ---- |
| 12   | 12   | 12   | 11   | 7    | 0    | 1    |